# ポーラテック
ポーラテック（英: Polartec）は、ポーラ・フリースの開発元であり、テキスタイルの製造開発を行う企業。マサチューセッツ州、アンドーバーに本社を置き、ニューハンプシャー州ハドソン、テネシー州クリーブランド、中国上海、グアテマラに工場を抱える。モールデン・ミルズ社として長い歴史を持ち、それまでベビー・バンティング（乳児用つなぎ服）に特化した製品の製造を行っていたが、1970年代後半にフリースの基礎となるポリエステルの屋外での可能性を探る研究を始めている。1981年、アウトドアウェアの新素材を探していたパタゴニアの創業者であるイヴォン・シュイナードが同社を訪れ、両者共同開発によるシンチラ（Synchilla）と命名された合成チンチラ（synthetic chinchilla）素材のアウトドアウェアを発売している。

## モールデン・ミルズ
1906年、ヘンリー・フォイヤーシュタイン（Henry Feuerstein）によって、ボストン郊外にあるマサチューセッツ州、モールデンで紡績工場モールデン・スピニング・アンド・ダイイング（Malden Spinning and Dyeing Co.）として創業する。第二次大戦以降、ポリエステル繊維の取り扱いを開始しており、1950年代に始まったフェイク・ファーの流行により業績を上げており、1956年にはマサチューセッツ州、ローレンスの旧アーリントン・ミルズビルでの操業を開始している。1973年にはその技術力と工程をマサチューセッツ州から表彰されており、これに対し創業者であるフォイヤーシュタインは「安価な労働力だけがビジネスを成功させる唯一の材料ではありません」と語っている。
しかし、1970年代後半にフェイク・ファーの流行が終わったことで業績が悪化、1979年にローレンスで115名、モールデンで200名の従業員を解雇しており、東アジアから輸入された生地との価格競争に関し批難の声を上げている。
ミルズ社は安価な輸入製品に押され1981年に倒産の危機に陥るが、同年製品化されたシンチラ（フリースウェア）でスポーツウェア市場を開拓し急成長したことで業績が回復し倒産危機を回避している。しかし、1993年に従業員6名が負傷する爆発事故を起こし、1995年の火災により工場が全焼したことで操業を停止している。

### 工場火災
1995年12月11日夕刻、ローレンス工場はマサチューセッツ州に於いて20世紀最悪となる工場爆発火災に見舞われており、工場が全焼し20名が負傷している。また、工場のボイラーが爆発したことで3つの建物が倒壊した。この火災により、3,000名の従業員が失職しており、三代目CEOであるアーロン・フォイヤーシュタインは、工場が再建されている間、失業中の労働者全員に対し給与を支払い続けている。地元の商工会議所も従業員支援基金を設立し32万ドルを集めており、フードバウチャー（無料食券）の配布なども行っている。政府の補助金や税制優遇措置を受けながら再建を目指していたが、2001年11月、新年の初めの不況により債権者への支払いが滞ったことなどから連邦倒産法第11章の申請を行っているが、その後、GEキャピタルから1億4千万ドルの融資を受けることに成功したことでこの危機を回避している。債権者の寛大な対応などもあり、最終的に債務は完済された。

### 経営失脚
2003年に再び倒産の危機に陥ったため、2004年、GEキャピタル率いる債権者はフォイヤーシュタインを経営から外しており、ニュージャージー州の染料メーカーであるミスバナー社（Missbrenner Inc.）の経営者であり、トミーヒルフィガー社のCEOに就任が決まっていたマイケル・スピレイン（Michael Spillane）を招致している。

## 倒産
2007年1月、CEOのスピレインは倒産法を申請し、ボストンのゴードン・ブラザーズに売却されると発表。しかし、2月にミルズ社の資産は、ペンシルベニア州、フィラデルフィアにあるプライベート・エクイティ・ファンドであるクリサリス・キャピタル・パートナーズ（Chrysalis Capital Partners 現:ヴェルサ・キャピタル）が設立し所有するポーラテックLCC社によって購入されている。
2007年6月28日、年金給付保証公社（PBGC）は、約1,500名の従業員を対象とする年金の資金不足分（49％）を引き継ぐ発表をしている
。

## ポーラテック設立
2007年に倒産法の申請を行い受理されたことでミルズ社の倒産が確定し、ヴェルサ・キャピタル（Versa Capital）が資産を購入。ミルズ社で最も人気があったブランド名を冠した「ポーラテック」を設立している。新会社設立に伴いスピレインは経営から退き、アンドリュー・ヴェッチオーネ（Andrew Vecchione）が新CEOに就任 している。
ポーラテック社は多種多様な生地を生産しており、ポーラテックの顧客には、アメリカ合衆国軍、アメリカ合衆国郵便公社などの官公需や、アークテリクス、アディダス、ザ・ノース・フェイス、ダイネーゼ、ティンバーランド、ナイキ、パタゴニア、バナナ・リパブリック、バートン・スノーボード、ベレッタ、マーモット、ミレーなど世界中のスポーツ、アウトドア専門衣料メーカーの生地素材としての採用が行われている。
2015年12月、同社はマサチューセッツ州ローレンスの製造事業所を閉鎖し、生産をニューハンプシャー州ハドソンおよびテネシー州の工場に移転すると発表している。